# Deniz Orta
Deniz Orta (* 1991 in Bremen) ist eine deutsche Schauspielerin.

## Leben
Deniz Orta wuchs in Bremen auf und studierte von 2011 bis 2013 Bildende Kunst mit Schwerpunkt Multimedia, Film- und Performance an der Universität der Künste Berlin. Ihre Schauspielausbildung erhielt sie ab 2014 an der Hochschule für Schauspielkunst Ernst Busch in Berlin, die sie 2017 abschloss. Mit der Spielzeit 2018/19 wurde sie Ensemblemitglied am Theater Bremen, wo sie unter anderem in Armin Petras Inszenierung Love you, Dragonfly, in Alize Zandwijks Auferstehung sowie der Uraufführung von Shirin und Leif auf der Bühne stand.
In der Netflix-Dramaserie  Dogs of Berlin war sie 2018 als Maïssa Issam	zu sehen. In dem auf der Berlinale 2019 in der Sektion Perspektive Deutsches Kino uraufgeführten Film Oray von Mehmet Akif Büyükatalay hatte sie als Burcu eine Hauptrolle. Eine weitere Hauptrolle spielte sie in dem am Filmfestival Max Ophüls Preis 2022 vorgestellten Kurzfilm Nicht die 80er von Marleen Valien als Lucy. In der Anfang November 2023 erstmals ausgestrahlten Folge Was ihr nicht seht der Krimireihe Tatort war sie als Tatverdächtige Sarah Monet zu sehen. In der dritten Staffel der RTL-Serie Sisi übernahm sie die Rolle von Sisis Weggefährtin Alma.

## Filmografie (Auswahl)
- 2018: Dogs of Berlin (Fernsehserie)
- 2018: Tatort: Tiere der Großstadt
- 2019: Oray
- 2021: Intermezzo
- 2021: Immer der Nase nach (Fernsehfilm)
- 2022: Inventing Anna – Too Rich for Her Blood (Mini-Serie)
- 2022: Axiom
- 2022: Lena Lorenz – Mutterliebe (Fernsehserie)
- 2022: Nicht die 80er (Kurzfilm)
- 2022: In aller Freundschaft – Die jungen Ärzte – Jetzt oder nie (Fernsehserie)
- 2022: Die Verteidigerin – Der Gesang des Raben (Fernsehfilm)
- 2022: Kalt (Fernsehfilm)
- 2023: Ein Fall für zwei – Tödlicher Fehler (Fernsehserie)
- 2023: Black Box
- 2023: Tatort: Was ihr nicht seht
- 2023: Sisi (Fernsehserie)

## Hörspiele (Auswahl)
- 2020: Fatma Aydemir: Ellbogen (Zwei- und vierteilige Fassung)  (Gül) – Bearbeitung und Regie: Kirstin Petri (Hörspielbearbeitung, Kriminalhörspiel – SRF)
- 2021: Josefine Rieks: Serverland (2 Teile) (Mädchen 1) – Regie: Gerrit Booms (Hörspielbearbeitung – WDR)

Quelle: ARD-Hörspieldatenbank